# 태국의 재외공관 목록

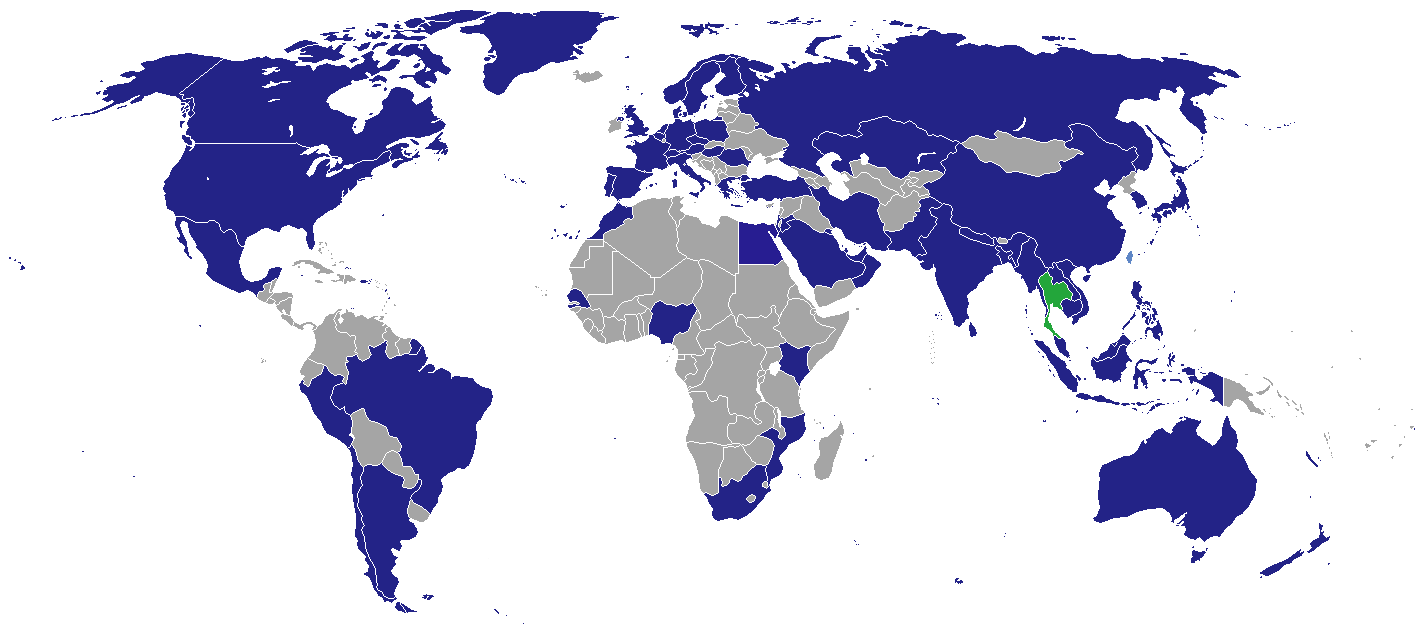
태국의 재외공관

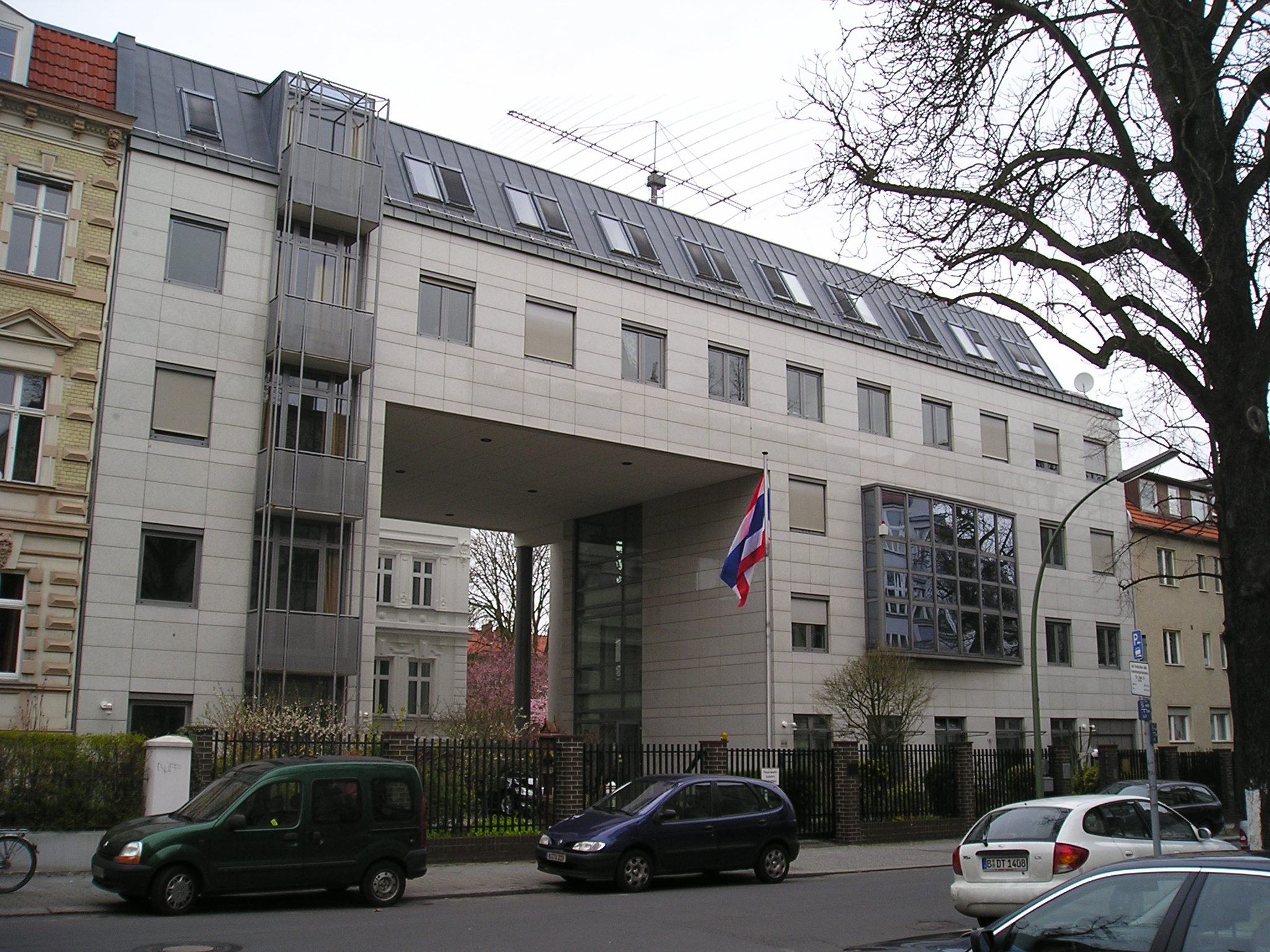
주독일 태국 대사관

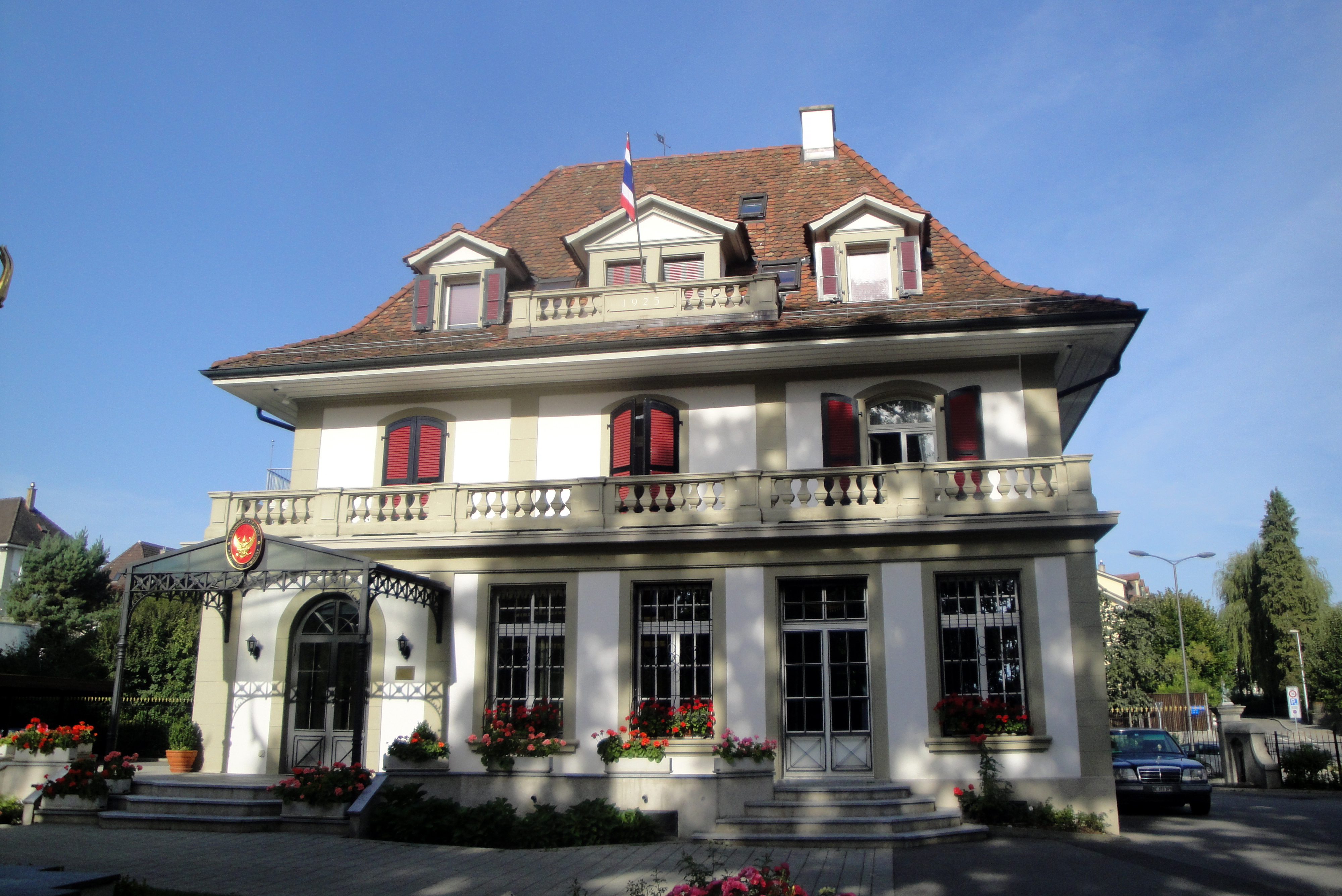
주스위스 태국 대사관

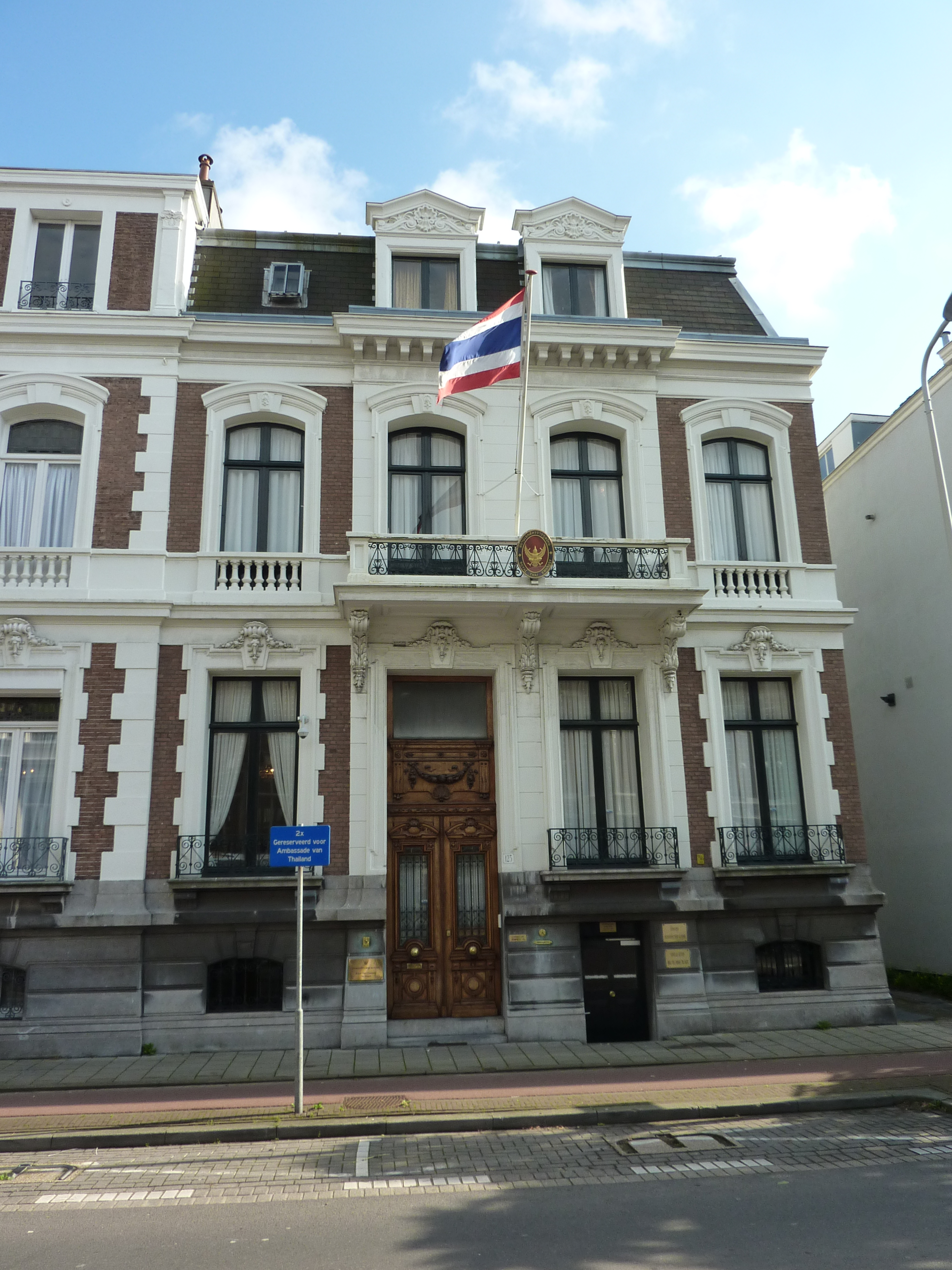
주네덜란드 태국 대사관

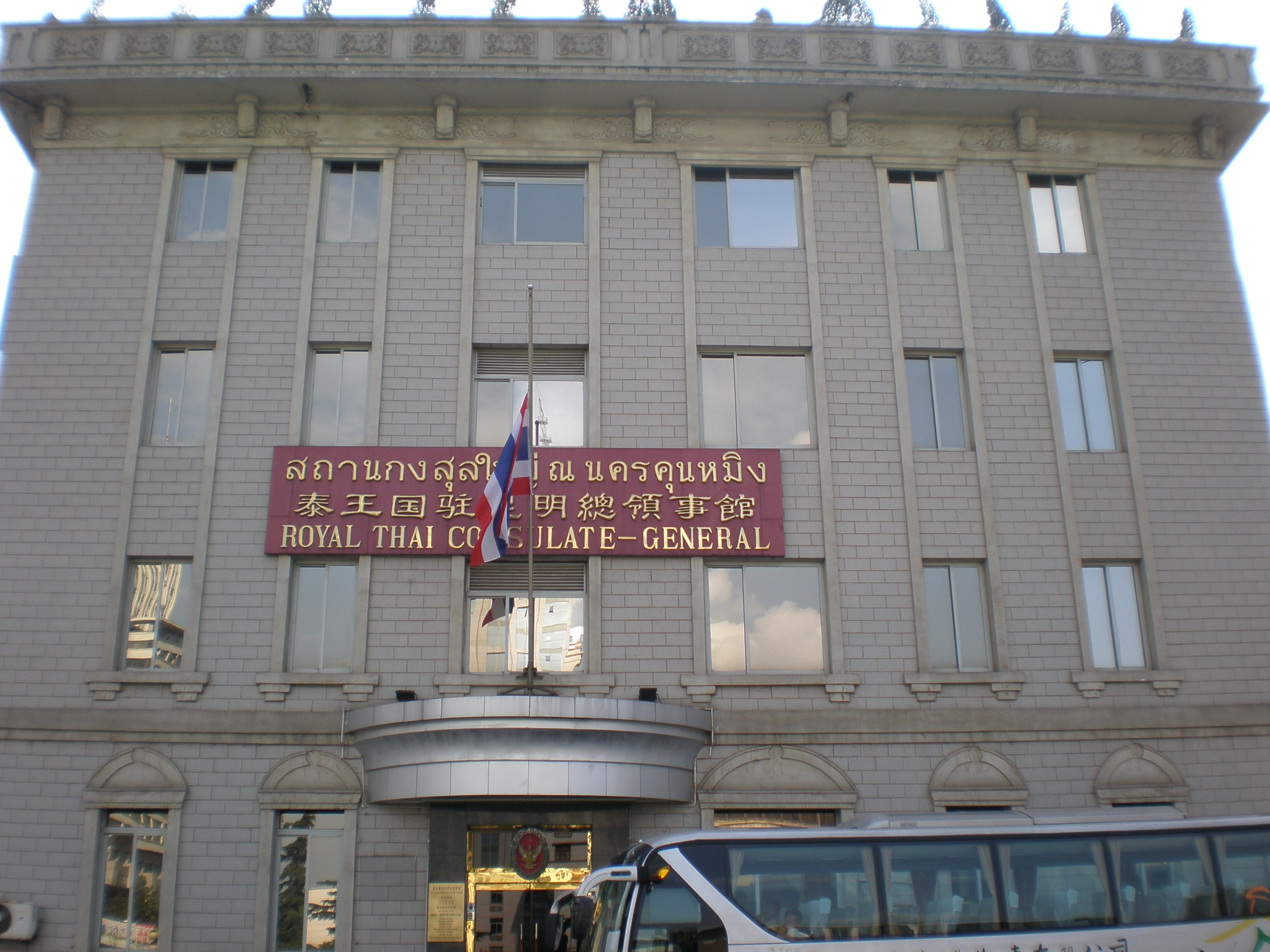
주쿤밍 태국 총영사관

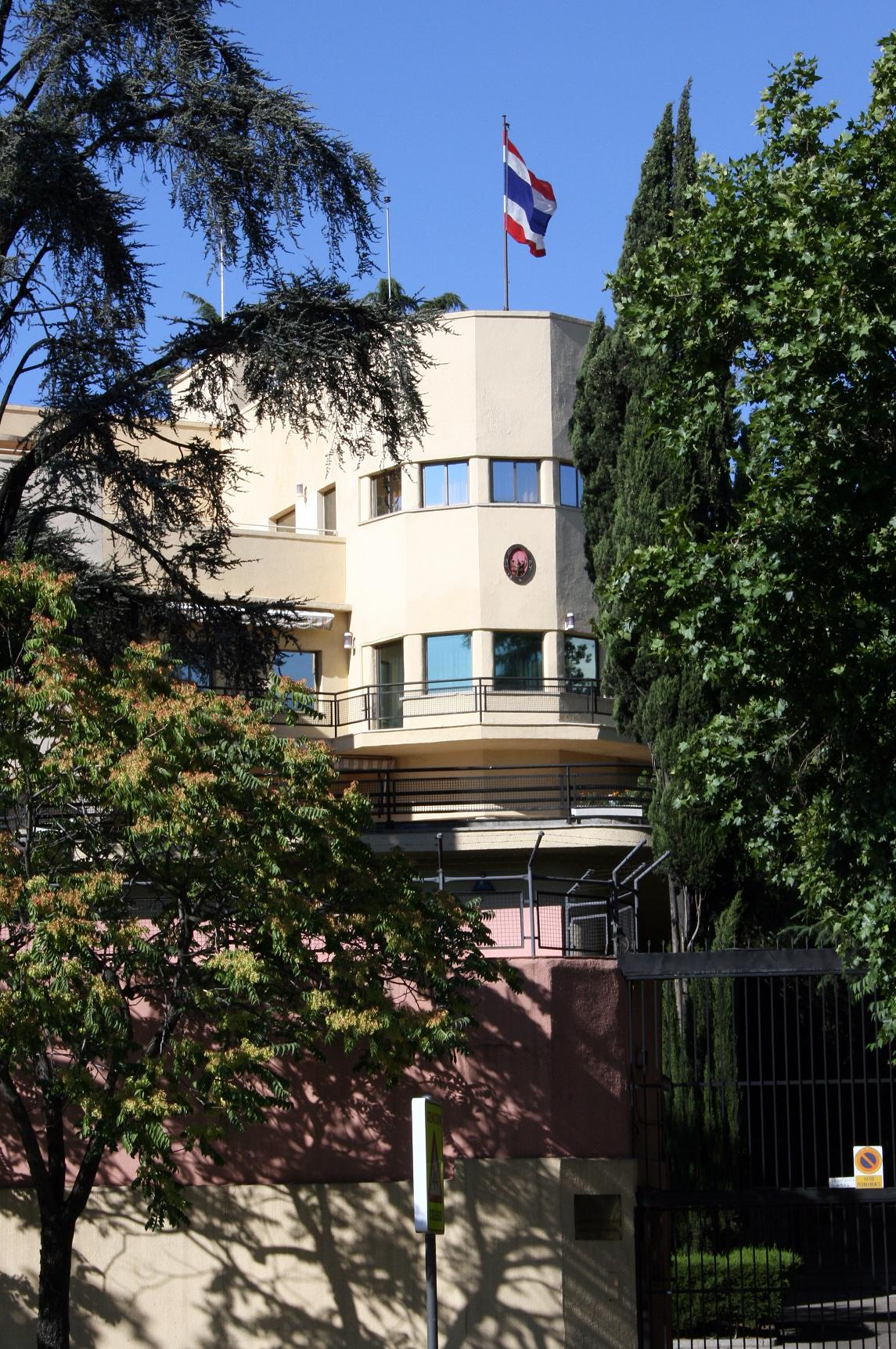
주스페인 태국 대사관

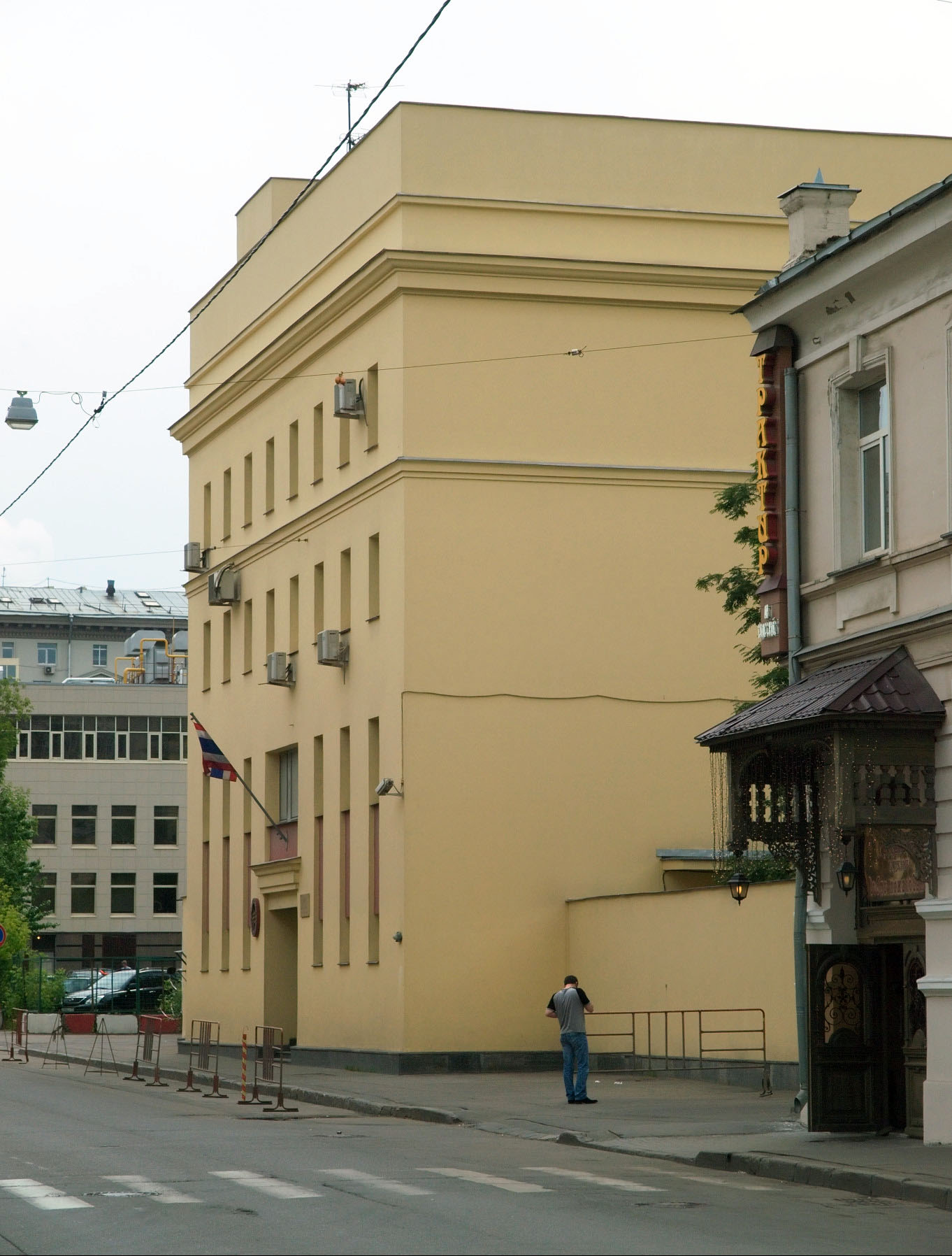
주러시아 태국 대사관

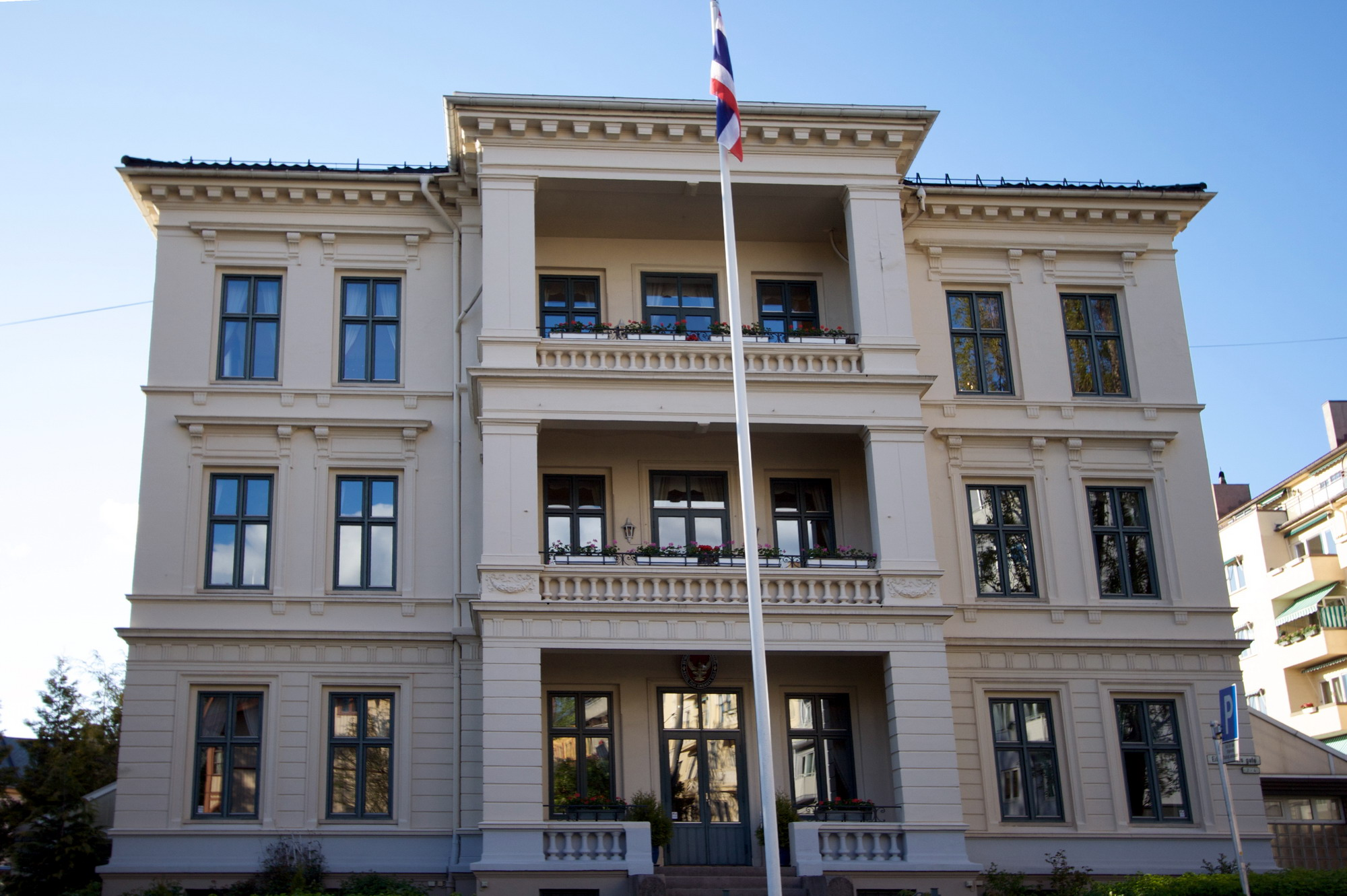
주노르웨이 태국 대사관

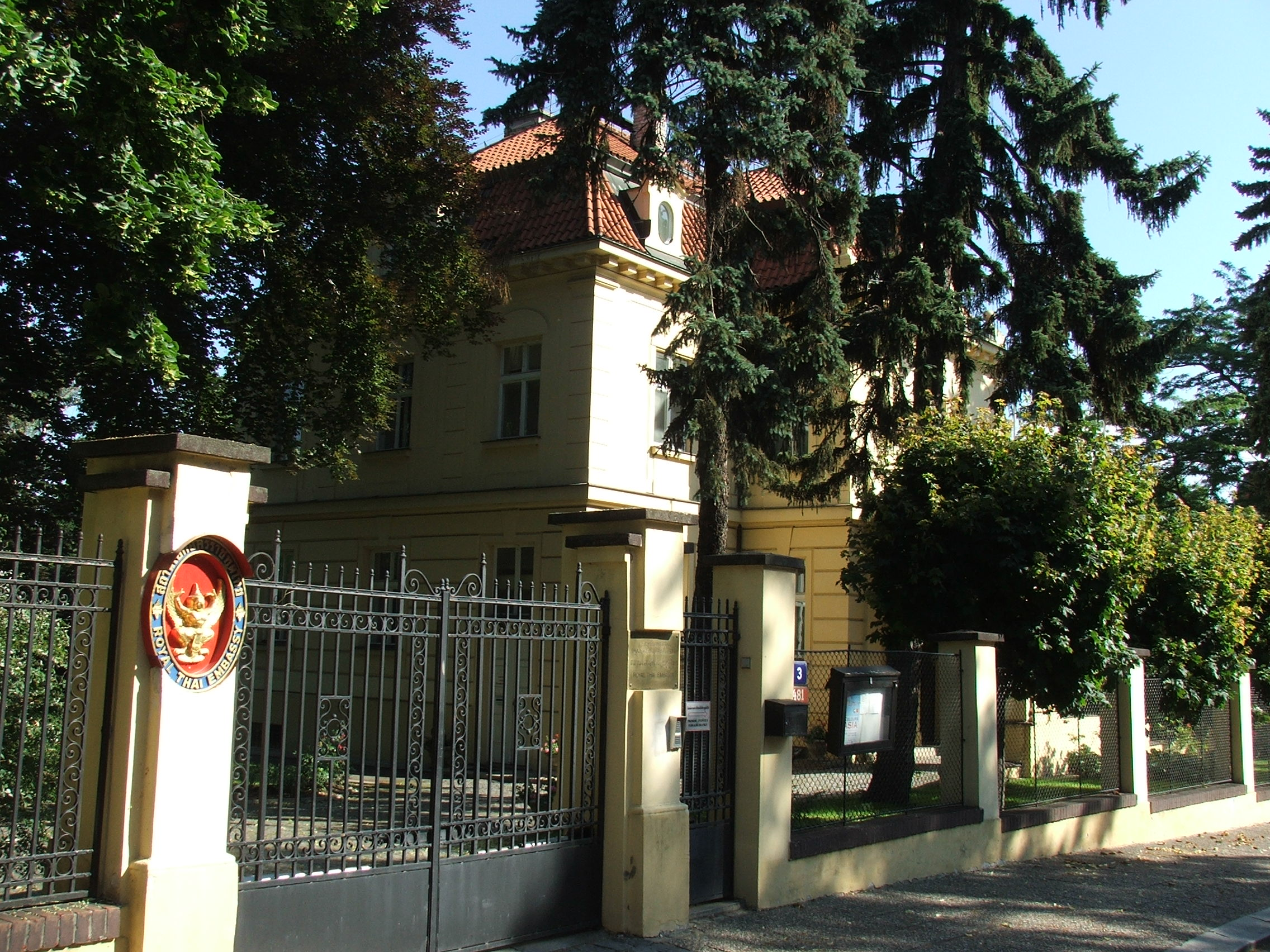
주체코 태국 대사관

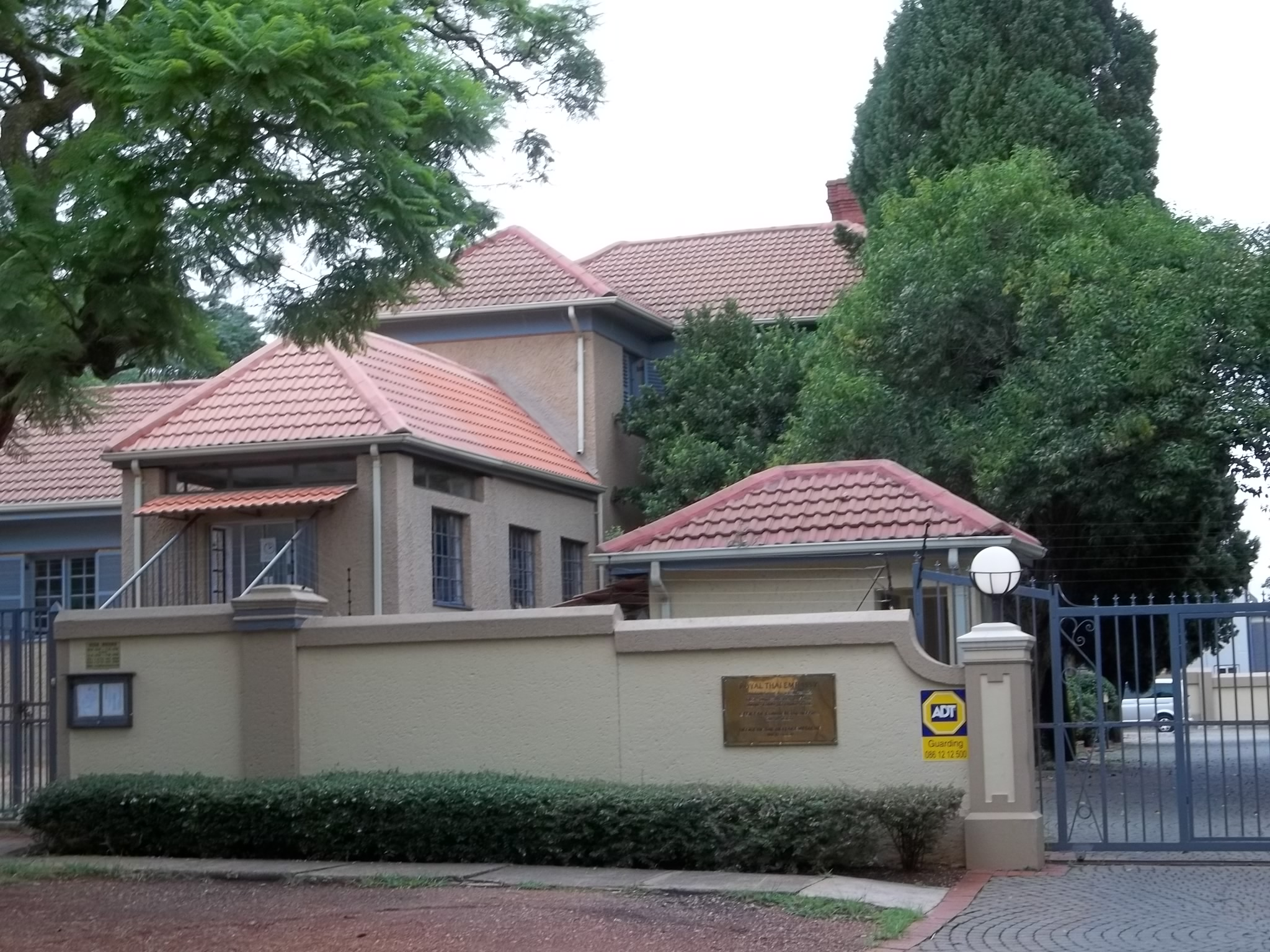
주남아프리카 공화국 태국 대사관

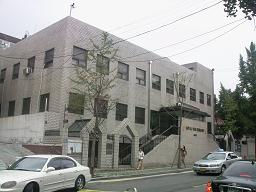
주한 태국 대사관

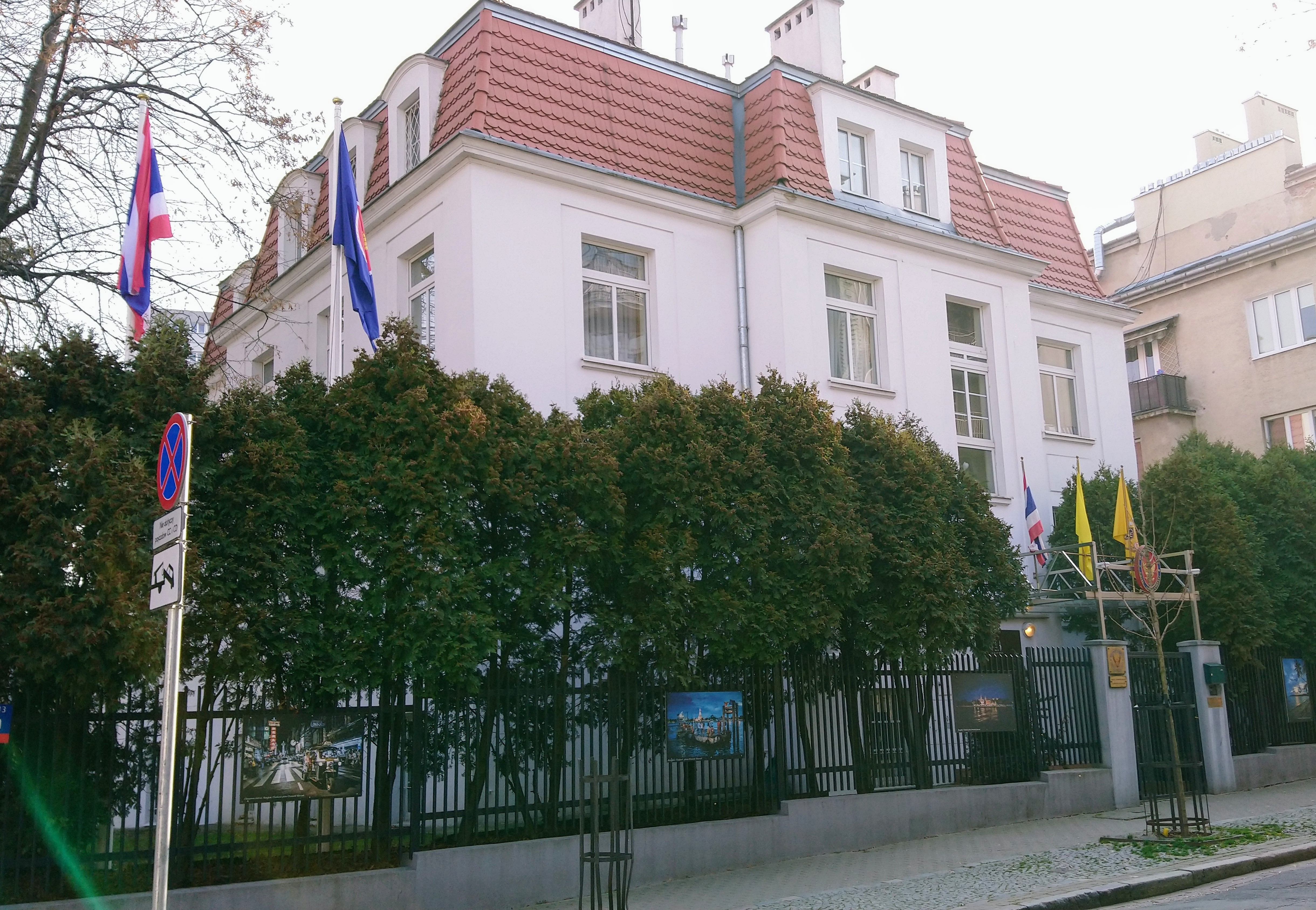
주폴란드 태국 대사관

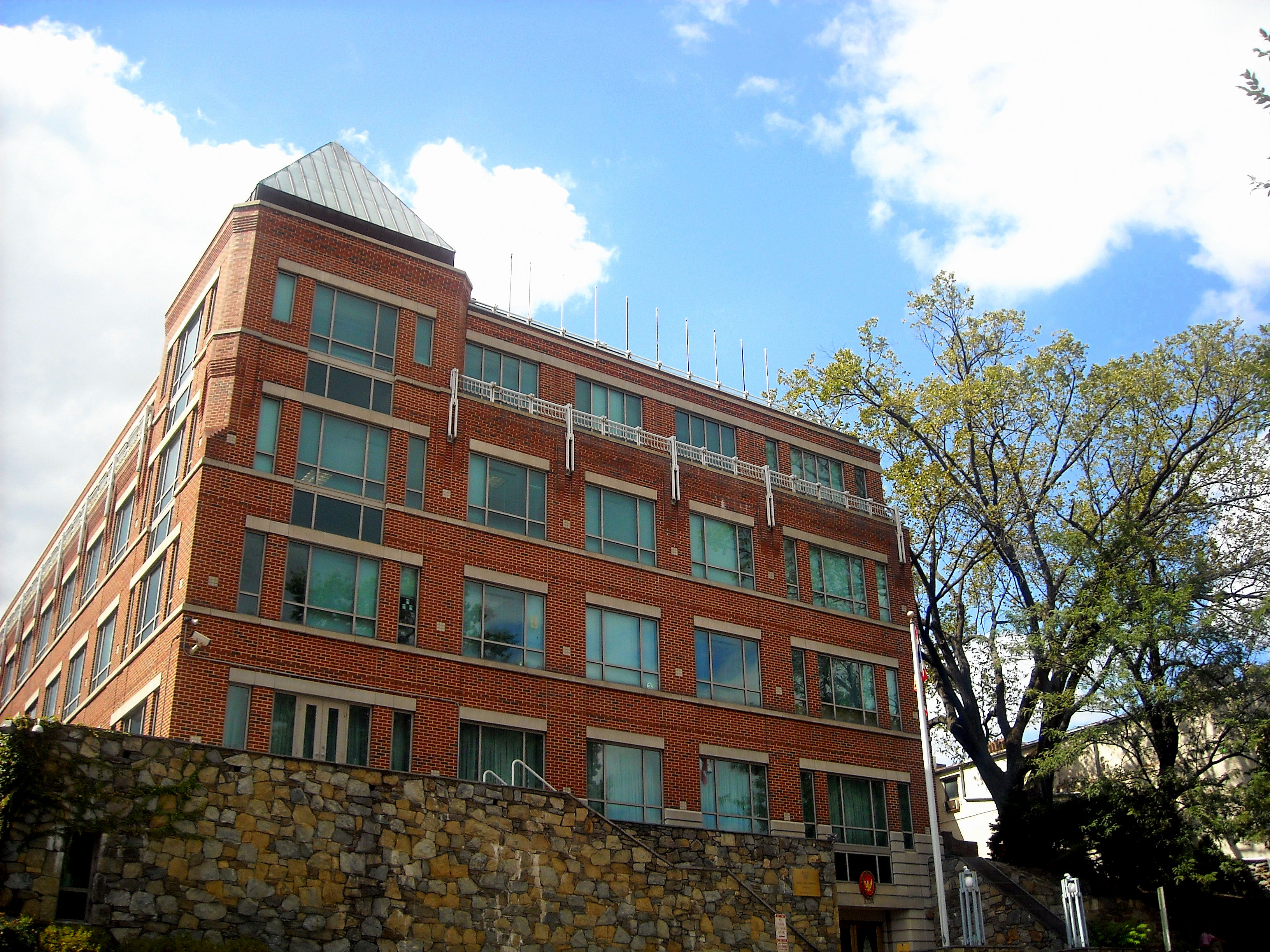
주미국 태국 대사관

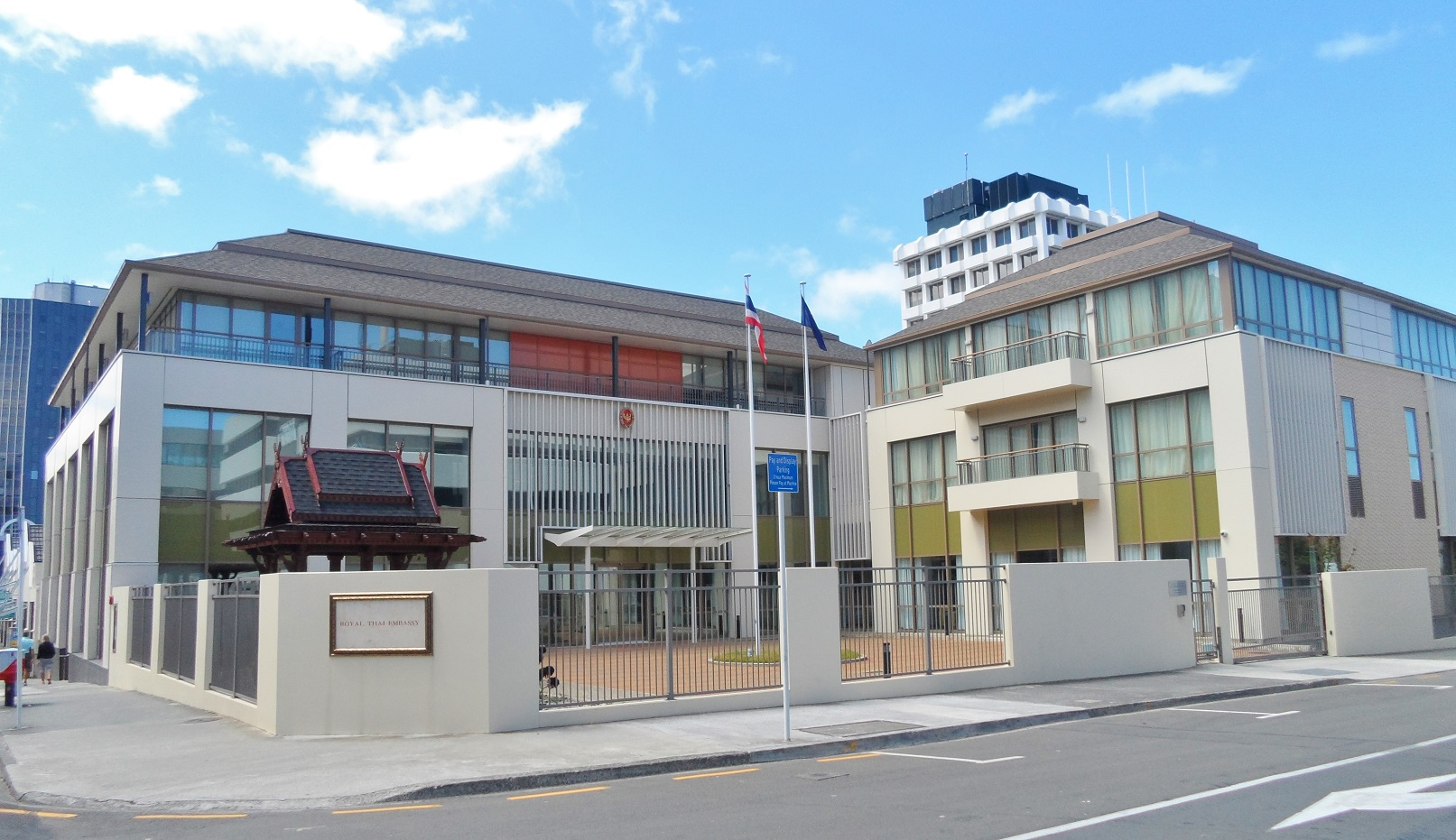
주 뉴질랜드 태국 대사관

태국의 재외공관 목록은 태국 주재 대사관을 각국에 상주시켜 놓는 것을 의미하며 태국의 재외공관을 나열한 목록이다.

## 아프리카
- 이집트 : 카이로 (대사관)
- 케냐 : 나이로비 (대사관)
- 리비아 : 트리폴리 (대사관)
- 마다가스카르 : 안타나나리보 (총영사관)
- 모로코 : 라바트 (대사관)
- 나이지리아 : 아부자 (대사관)
- 세네갈 : 다카르 (대사관)
- 남아프리카 공화국 : 프리토리아 (대사관)

## 아메리카
- 아르헨티나 : 부에노스아이레스 (대사관)
- 브라질 : 브라질리아 (대사관)
- 캐나다 : 오타와 (대사관), 토론토 (총영사관), 밴쿠버 (총영사관)
- 칠레 : 산티아고 (대사관)
- 멕시코 : 멕시코시티 (대사관)
- 페루 : 리마 (대사관)
- 미국 : 워싱턴 D.C. (대사관), 시카고 (총영사관), 로스앤젤레스 (총영사관), 뉴욕 (총영사관)

## 아시아
- 바레인 : 마나마 (대사관)
- 방글라데시 : 다카 (대사관)
- 브루나이 : 반다르스리브가완 (대사관)
- 캄보디아 : 프놈펜 (대사관)
- 중화인민공화국 : 베이징시 (대사관), 청두시 (총영사관), 광저우시 (총영사관), 홍콩 (총영사관), 쿤밍시 (총영사관), 난닝시 (총영사관), 칭다오시 (총영사관), 상하이시 (총영사관), 샤먼시 (총영사관), 시안시 (총영사관)
- 인도 : 뉴델리 (대사관), 첸나이 (총영사관), 콜카타 (총영사관), 뭄바이 (총영사관)
- 인도네시아 : 자카르타 (대사관)
- 이란 : 테헤란 (대사관)
- 이스라엘 : 텔아비브 (대사관)
- 일본 : 도쿄도 (대사관), 오사카시 (총영사관)
- 요르단 : 암만 (대사관)
- 카자흐스탄 : 아스타나 (대사관)
- 대한민국 : 서울특별시 (대사관)
- 쿠웨이트 : 쿠웨이트시티 (대사관)
- 라오스 : 비엔티안 (대사관), 카이손폼비한 (총영사관)
- 말레이시아 : 쿠알라룸푸르 (대사관), 클랑 (총영사관), 코타바루 (총영사관), 피낭주 (총영사관)
- 미얀마 : 양곤 (대사관)
- 네팔 : 카트만두 (대사관)
- 오만 : 무스카트 (대사관)
- 파키스탄 : 이슬라마바드 (대사관), 카라치 (총영사관)
- 필리핀 : 마닐라 (대사관)
- 카타르 : 도하 (대사관)
- 사우디아라비아 : 리야드 (대사관), 지다 (총영사관)
- 싱가포르 : 싱가포르 (대사관)
- 스리랑카 : 콜롬보 (대사관)
- 대만 : 타이베이시 (통상·산업 대표부)
- 동티모르 : 딜리 (대사관)
- 튀르키예 : 앙카라 (대사관)
- 아랍에미리트 : 아부다비 (대사관), 두바이 (총영사관)
- 베트남 : 하노이 (대사관), 호찌민시 (총영사관)

## 유럽
- 오스트리아 : 빈 (대사관)
- 벨기에 : 브뤼셀 (대사관)
- 체코 : 프라하 (대사관)
- 덴마크 : 코펜하겐 (대사관)
- 핀란드 : 헬싱키 (대사관)
- 프랑스 : 파리 (대사관)
- 독일 : 베를린 (대사관), 본 (대사관 출장소), 프랑크푸르트암마인 (총영사관)
- 그리스 : 아테네 (대사관)
- 헝가리 : 부다페스트 (대사관)
- 이탈리아 : 로마 (대사관)
- 네덜란드 : 헤이그 (대사관)
- 노르웨이 : 오슬로 (대사관)
- 폴란드 : 바르샤바 (대사관)
- 포르투갈 : 리스본 (대사관)
- 루마니아 : 부쿠레슈티 (대사관)
- 러시아 : 모스크바 (대사관)
- 스페인 : 마드리드 (대사관)
- 스웨덴 : 스톡홀름 (대사관)
- 스위스 : 베른 (대사관)
- 영국 : 런던 (대사관)

## 오세아니아
- 오스트레일리아 : 캔버라 (대사관), 시드니 (총영사관)
- 뉴질랜드 : 웰링턴 (대사관)

## 대표부
- EU 태국 정부 대표부 : 브뤼셀
- ASEAN 태국 정부 대표부 : 자카르타
- UN 태국 정부 대표부 : 제네바, 뉴욕, 빈
- UNESCO 태국 정부 대표부 : 파리

## 같이 보기
- 태국 주재 외국공관 목록